# Corona Australis
Corona Australis o la Corona Austral («corona del sur» en latín) es una de las 48 constelaciones nombradas por Ptolomeo en el siglo II, y una de las 88 constelaciones modernas.
Es una constelación pequeña característica de los cielos sureños que está prácticamente integrada a Sagitario, bordeándola al norte y oeste. En el este y sur tiene las constelaciones de  Escorpio y Telescopium respectivamente. Debajo del arquero se ve un pequeño semicírculo de estrellas de magnitud 4 y 5, la Corona Austral.
Aunque es más débil que su homóloga septentrional, el patrón ovalado o en forma de herradura de sus estrellas más brillantes la hace inconfundible. Alpha y Beta Coronae Australis son las dos estrellas más brillantes, con una magnitud aparente en torno a 4,1. Epsilon Coronae Australis es el ejemplo más brillante de una Estrella variable W Ursae Majoris en el cielo austral. Situada junto a la Vía Láctea, la Corona Australis contiene una de las  regiones de formación estelar más cercanas al Sistema Solar: una nebulosa oscura polvorienta conocida como  Nube Molecular de la Corona Australis, situada a unos 430 años luz de distancia. En su interior hay estrellas en las primeras etapas de su vida. Las estrellas variables R y TY Coronae Australis iluminan partes de la nebulosa, cuyo brillo varía en consecuencia.

## Nombre
El nombre de la constelación se introdujo como "Corona Australis" cuando la Unión Astronómica Internacional (IAU) estableció las 88 constelaciones modernas en 1922.
En 1932, el nombre se registró en su lugar como "Corona Austrina" cuando la comisión de notación de la IAU aprobó una lista de abreviaturas de cuatro letras para las constelaciones.
Las abreviaturas de cuatro letras fueron derogadas en 1955. En la actualidad, la IAU utiliza exclusivamente "Corona Australis".

## Características destacables

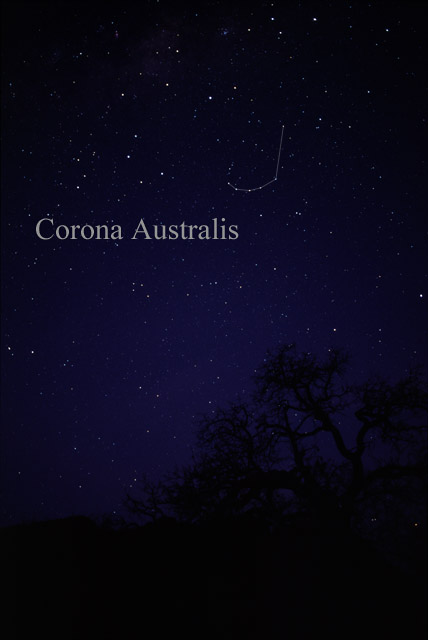
Constelación de Corona Australis

Los astros más brillantes de la constelación son β Coronae Australis y α Coronae Australis, de brillo prácticamente igual. La primera es una gigante luminosa naranja de tipo espectral K0II cuya temperatura superficial es de 4771 K.
De gran tamaño, su radio es 39 veces más grande que el radio solar.
Por su parte, α Coronae Australis, llamada Alfecca Meridiana o simplemente Meridiana —nombre oficial de acuerdo a la IAU—, es una estrella blanca de la secuencia principal de tipo A2V situada a 130 años luz. Al igual que otras estrellas análogas, muestra un exceso en la radiación infrarroja emitida, lo que indica la existencia de un disco de polvo a su alrededor.
La tercera estrella en cuanto a brillo, γ Coronae Australis, es una binaria compuesta por dos enanas amarillas de tipo F8V cuyo período orbital es de 121,76 años.
Otra estrella interesante en esta constelación es ε Coronae Australis, una binaria de contacto cuyas componentes están tan próximas entre sí que existe transferencia de masa entre ellas. Es también una variable eclipsante del tipo W Ursae Majoris, cuyo brillo varía 0,26 magnitudes a lo largo de un período de 14 horas.
HD 177565 es una enana amarilla de tipo G6V —más fría y menos luminosa que el Sol— en donde se ha descubierto un planeta extrasolar con una masa 15,1 veces mayor que la de la Tierra.
RX J1856.5-3754 es una estrella de neutrones a 400 años luz de distancia descubierta por el satélite ROSAT por su emisión de rayos X. A diferencia de otras estrellas de neutrones, RX J1856.5-3754 no muestra signos de ningún tipo de actividad, tales como variabilidad o pulsaciones.
En el norte de la constelación se encuentra la Nube Molecular de Corona Australis, una nube molecular oscura que engloba varias nebulosas de reflexión, incluidas NGC 6729, NGC 6726–7 e IC 4812.
Iluminando NGC 6729 se encuentra la variable R Coronae Australis, cuyo brillo ha fluctuado entre magnitud 10 y magnitud 14,36. Está catalogada como estrella Herbig Ae/Be, un tipo de estrellas embrionarias de mayor masa que las estrellas T Tauri.
Al sur de la constelación se localiza el cúmulo globular NGC 6541. Es un cúmulo antiguo con una edad aproximada de 13 250 millones de años y, en consecuencia, su contenido en metales es muy bajo ([Fe/H] = -1,76).

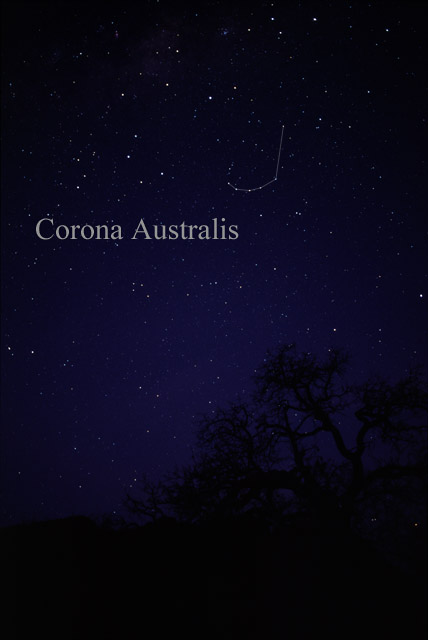
La constelación Corona Australis tal como puede verse a simple vista

Aunque no es una constelación brillante, la Corona Australis es sin embargo distintiva debido a su patrón de estrellas fácilmente identificable, que ha sido descrito como en forma de herradura u oval. Aunque no tiene estrellas más brillantes que la 4.ª magnitud, tiene 21 estrellas visibles a simple vista (más brillantes que la magnitud 5,5). Nicolas Louis de Lacaille utilizó las letras griegas Alfa a Lambda para etiquetar las once estrellas más prominentes de la constelación, designando dos estrellas como Eta y omitiendo Iota por completo. Mu Coronae Australis, una estrella amarilla de tipo espectral G5.5III y magnitud aparente 5.21, fue etiquetada por Johann Elert Bode y retenida por Benjamin Gould, quien la consideró lo suficientemente brillante como para justificar su nombre.

## Estrellas principales

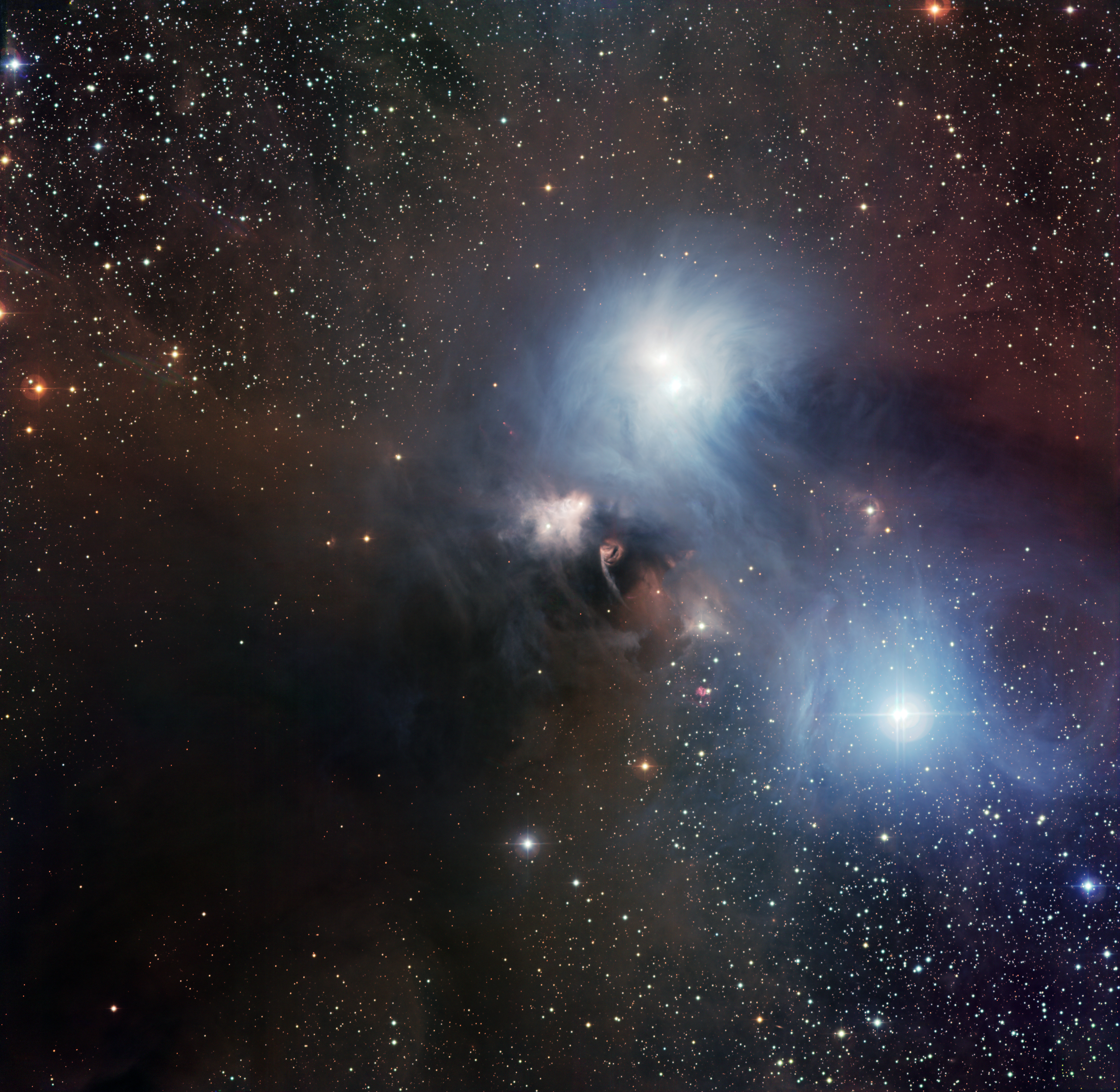
Región de formación estelar en torno a R Coronae Australis tomada con el Wide Field Imager en La Silla.

- α Coronae Australis (Alfecca Meridiana), estrella blanca de magnitud 4,10 de brillo casi igual al de β Coronae Australis.
- β Coronae Australis, gigante luminosa amarillo-anaranjada de magnitud 4,12.
- γ Coronae Australis, estrella doble de magnitud 4,23.
- ε Coronae Australis, con magnitud 4,83 es la binaria de contacto más brillante del hemisferio sur.
- ζ Coronae Australis, estrella rodeada por un disco circunestelar de polvo.
- κ Coronae Australis, doble óptica formada por dos estrellas blanco-azuladas.
- HD 166348 (Gliese 707), enana naranja de magnitud 8,38.
- R Coronae Australis, estrella muy joven del tipo Herbig Ae/Be que aún no ha entrado en la secuencia principal.
- V686 Coronae Australis, estrella variable Alfa2 Canum Venaticorum de magnitud 5,35.
- V701 Coronae Australis, variable Delta Scuti de magnitud 5,73.
- RX J1856.5-3754, estrella de neutrones aislada a unos 400-450 años luz de distancia.

### Nube Molecular de la Corona Australis
.
.

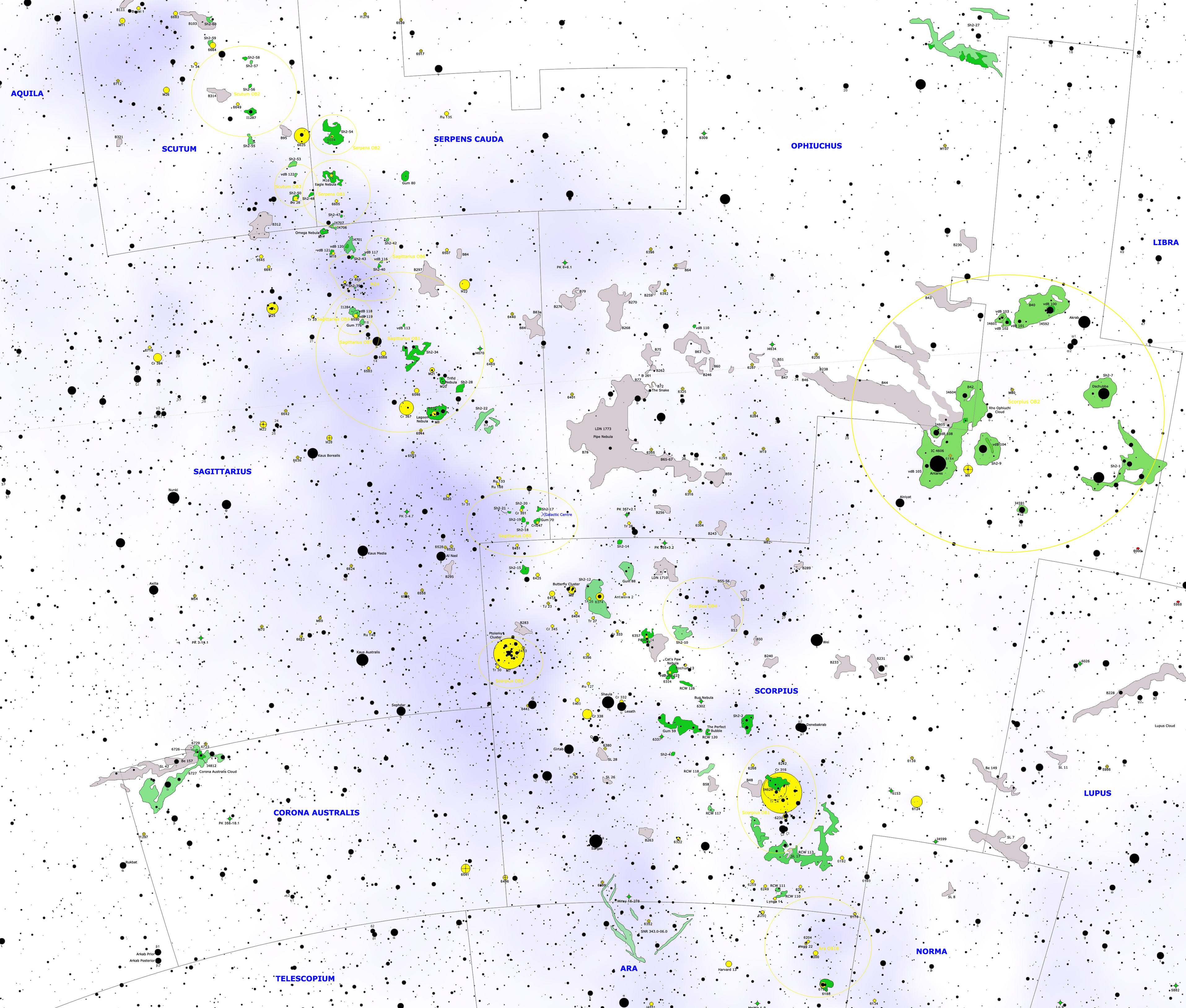
Un starchart del cielo nocturno hacia el Área Central Galáctica, con la Nube Molecular Corona Australis abajo a la izquierda marcada en verde

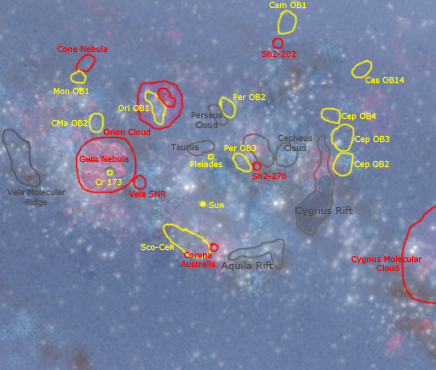
Cerca del Brazo de Orión, con las principales asociación estelars (amarillo), nebulosas (rojo) y nebulosas oscuras (gris) alrededor de la Burbuja Local, con la Nube Molecular Corona Australis marcada debajo del centro

La Nube Molecular Corona Australis es una nube molecular oscura situada justo al norte de Beta Coronae Australis. Iluminada por varias nebulosas de reflexióne incrustadas, la nube se extiende desde Epsilon Coronae Australis hacia el este a lo largo de la frontera de la constelación con Sagitario. Contiene 7000 veces la masa del Sol, objeto Herbig-Haros (protoestrellas) y algunas estrellas muy jóvenes, siendo una de las de formación estelars más cercanas, a 430 años luz (130 pársecs) del Sistema Solar, en la superficie de la Burbuja Local. Las primeras nebulosas de la nube fueron registradas en 1865 por Johann Friedrich Julius Schmidt.
.
.

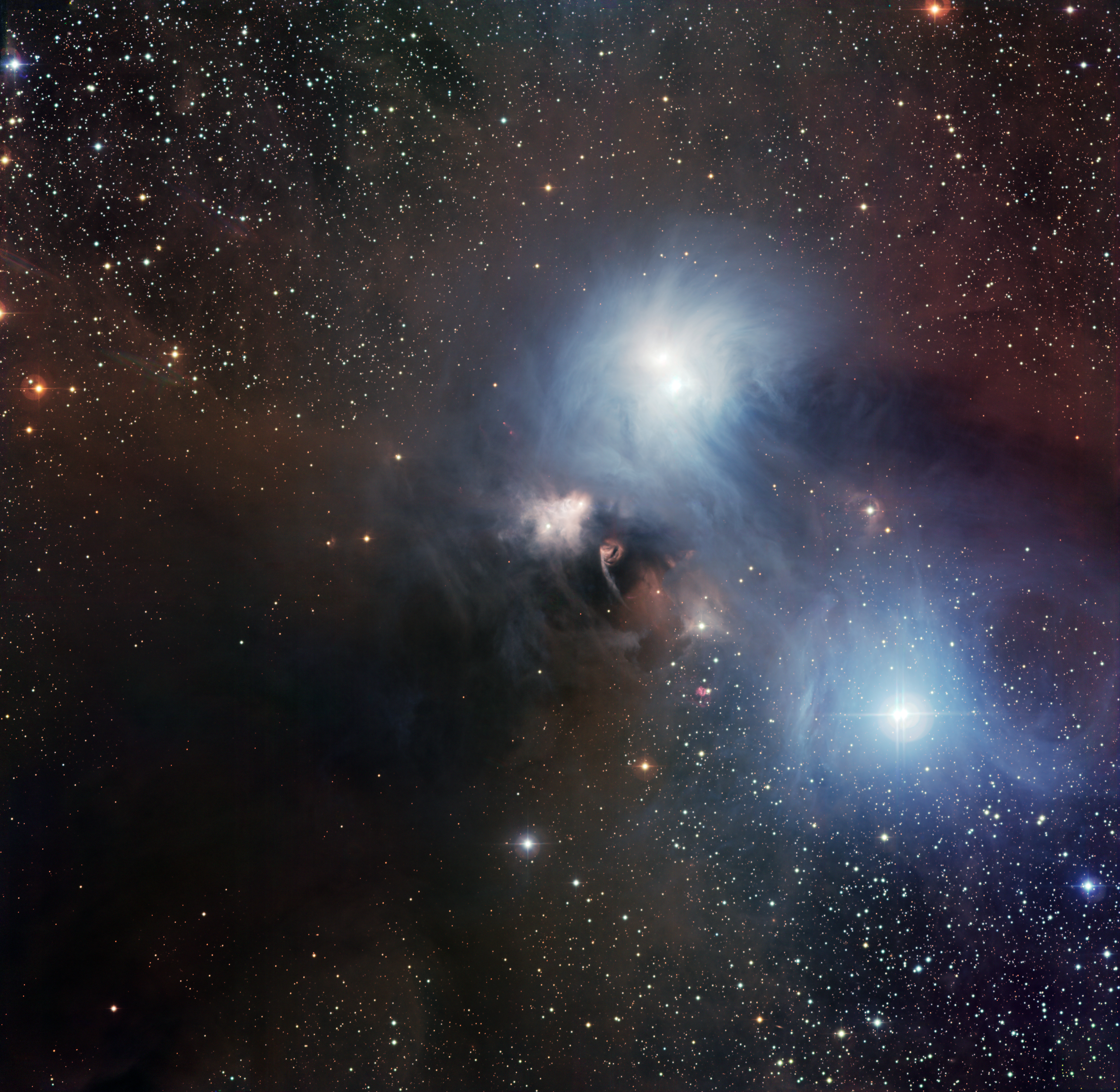
La región R Coronae Australis. El polvo de la nube está iluminado en azul por la luz de las estrellas. Las estrellas que se están formando en el interior de la nube sólo podrían detectarse observando a longitudes de onda más largas

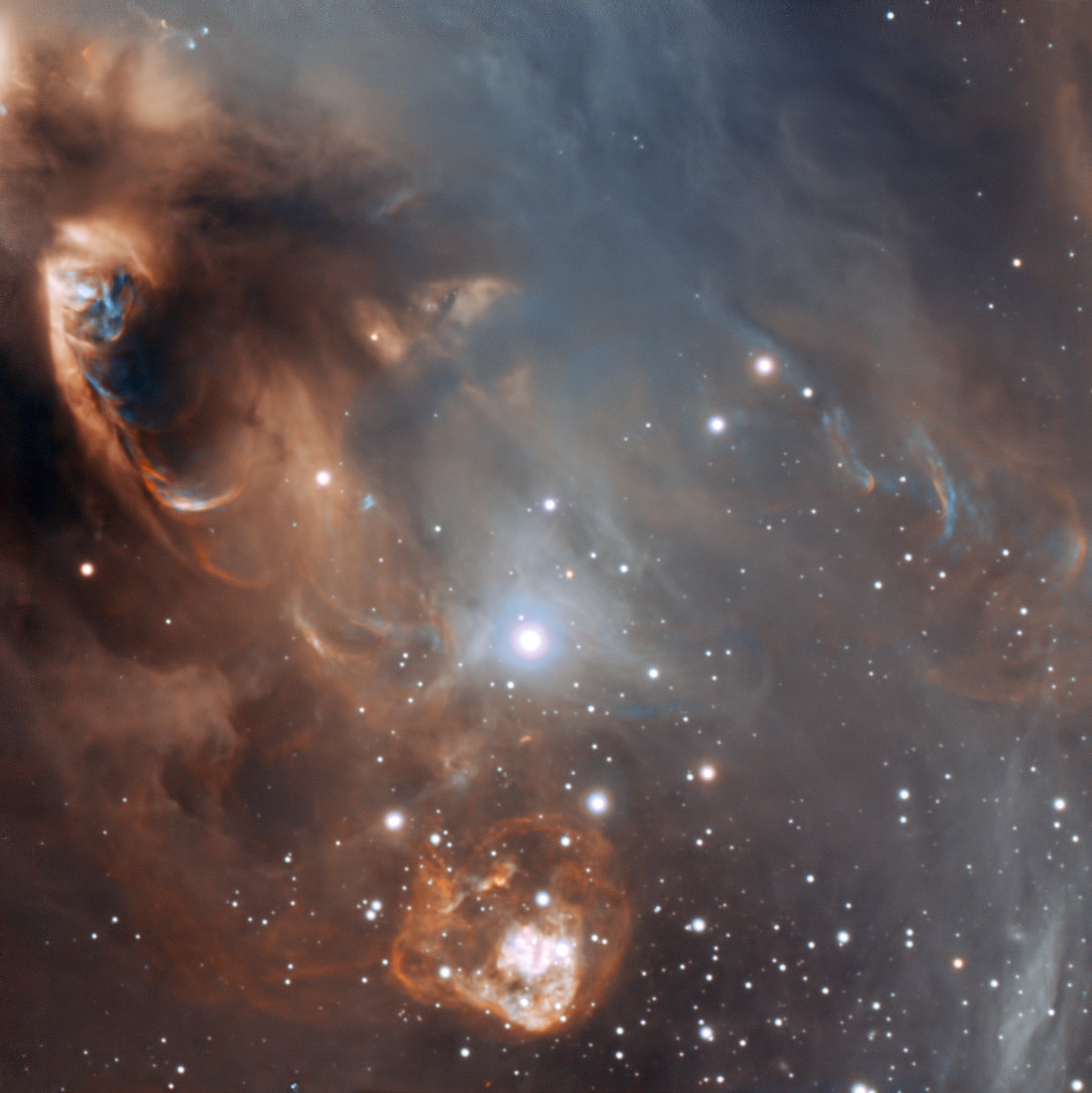
Detalle de la región de formación estelar y el cúmulo Coronet, con el objeto Herbig-Haro distinto HH 100/Bernes 158 a la izquierda

Entre Epsilon y Gamma Coronae Australis la nube consiste en la particular nebulosa oscura y región de formación estelar Bernes 157. Mide 55 por 18 minutos de arco de ancho y posee varias estrellas en torno a la magnitud 13. Estas estrellas están atenuadas hasta 8 magnitudes debido a las nubes de polvo que las oscurecen. En el centro de la región de formación estelar activa se encuentra el cúmulo Coronet (también llamado cúmulo R CrA), que se utiliza para estudiar la formación de estrellas y discos protoplanetarios. R Coronae Australis (R CrA) es una estrella variable irregular que oscila entre las magnitudes 9,7 y 13,9. De color blanco azulado, es de tipo espectral B5IIIpe. Es una estrella muy joven que aún está acumulando material interestelar. Está oscurecida por la nebulosa que la rodea, NGC 6729, que se ilumina y oscurece con ella. La nebulosa se compara a menudo con un cometa por su aspecto en un telescopio, ya que su longitud es cinco veces su anchura. Otras estrellas del cúmulo son S Coronae Australis, una estrella enana de clase G y T Tauri.
Cerca hacia el norte, otra joven estrella variable, TY Coronae Australis, ilumina otra nebulosa: la nebulosa de reflexión NGC 6726/NGC 6727. TY Coronae Australis oscila irregularmente entre las magnitudes 8,7 y 12,4, y el brillo de la nebulosa varía con ella. De color blanco azulado, es del tipo espectral B8e. Las estrellas jóvenes más grandes de la región, R, S, T, TY y VV Coronae Australis, expulsan chorros de material que hacen que el polvo y el gas circundantes se fusionen y formen objetos Herbig-Haro, muchos de los cuales han sido identificados en las cercanías.
No forma parte de ella el cúmulo globular conocido como NGC 6723, que puede verse junto a la nebulosidad en la vecina constelación de Sagitario, pero está mucho más lejos.

## Objetos de cielo profundo
- NGC 6541. Cúmulo globular a 15.000 años luz del Sol que, visto con un telescopio pequeño, presenta un pequeño disco nebuloso. AR: 01h 44m 06.0s Dec: +61°53′0″ (Época 2000).
- NGC 6729. Parte de una región nebular que contiene estrellas variables como R CrA y TY CrA. AR: 19h 01m 54.0s Dec: -36°57′0″ (Época 2000).

## Mitología

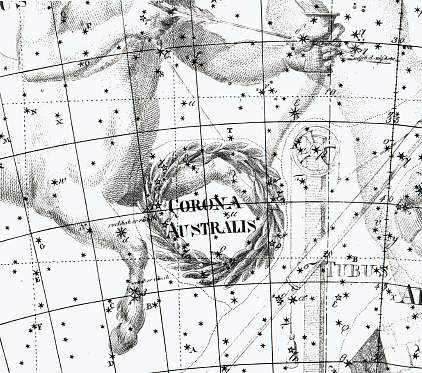
Corona Australis en el Atlas Coelestis de John Flamsteed

La constelación representa la corona de laurel que perteneció a Quirón, el centauro.
En el siglo III a. C., el escritor griego Arato escribió sobre la constelación, pero no la dio nombre, sino que en su lugar la llamó las dos coronas Στεφάνοι (Stephanoi). El astrónomo griego Ptolomeo describió la constelación en el siglo II d. C., aunque con la inclusión de α Telescopii, posteriormente transferida a Telescopium. Asignando 13 estrellas a la constelación, la nombró Στεφάνος νοτιος (Stephanos notios), «Corona del Sur», mientras que otros autores la asociaron ya sea con Sagitario (habiéndose caído de su cabeza) o con Centauro; con el primero, fue llamada «Corona Sagittarii». Del mismo modo, los romanos la llamaron Corona Australis, la «Corona de oro de Sagitario».
Fue conocida como Parvum Coelum («Pequeño Cielo») en el siglo V. El astrónomo francés del siglo XVIII Jérôme Lalande le dio los nombres de Sertum Australe («Guirnalda del sur») y Orbiculus Capitis, mientras que el poeta alemán Philippus Caesius la denominó Corolla o Spira Australis, relacionando la constelación con la Corona de la Vida Eterna del Nuevo Testamento. Asimismo, el cartógrafo Julius Schiller la vinculó con la Diadema de Salomón.